# Ortezia annulicornis
Ortezia annulicornis là một loài tò vò trong họ Ichneumonidae.